# 水泉镇 (阜新市)
水泉镇，是中华人民共和国辽宁省阜新市太平区下辖的一个乡镇级行政单位。

## 行政区划
水泉镇下辖以下地区：
高德营子社区、户部营子村、高德营子村、西山村、那台营子村、塔子沟村、大巴沟村、长哈达村、东水泉村、水泉村、前营子村和五家子村。